# Młyn (Chróścice)
Młyn – osada wsi Chróścice w Polsce położona w województwie opolskim, w powiecie opolskim, w gminie Dobrzeń Wielki.
W latach 1975–1998 osada położona była w „starym” województwie opolskim.